# Door Wilskracht Sterk
Amsterdamsche Football Club Door Wilskracht Sterk (conhecido apenas como DWS) é uma equipe neerlandesa de futebol com sede em Amsterdã. Disputa atualmente a Tweede Klasse, o sexto nível do futebol no país.
Seus jogos são mandados no Sportpark Spieringhorn, que possui capacidade para 1.500 espectadores. As cores do clube são azul, preto e branco.

## História

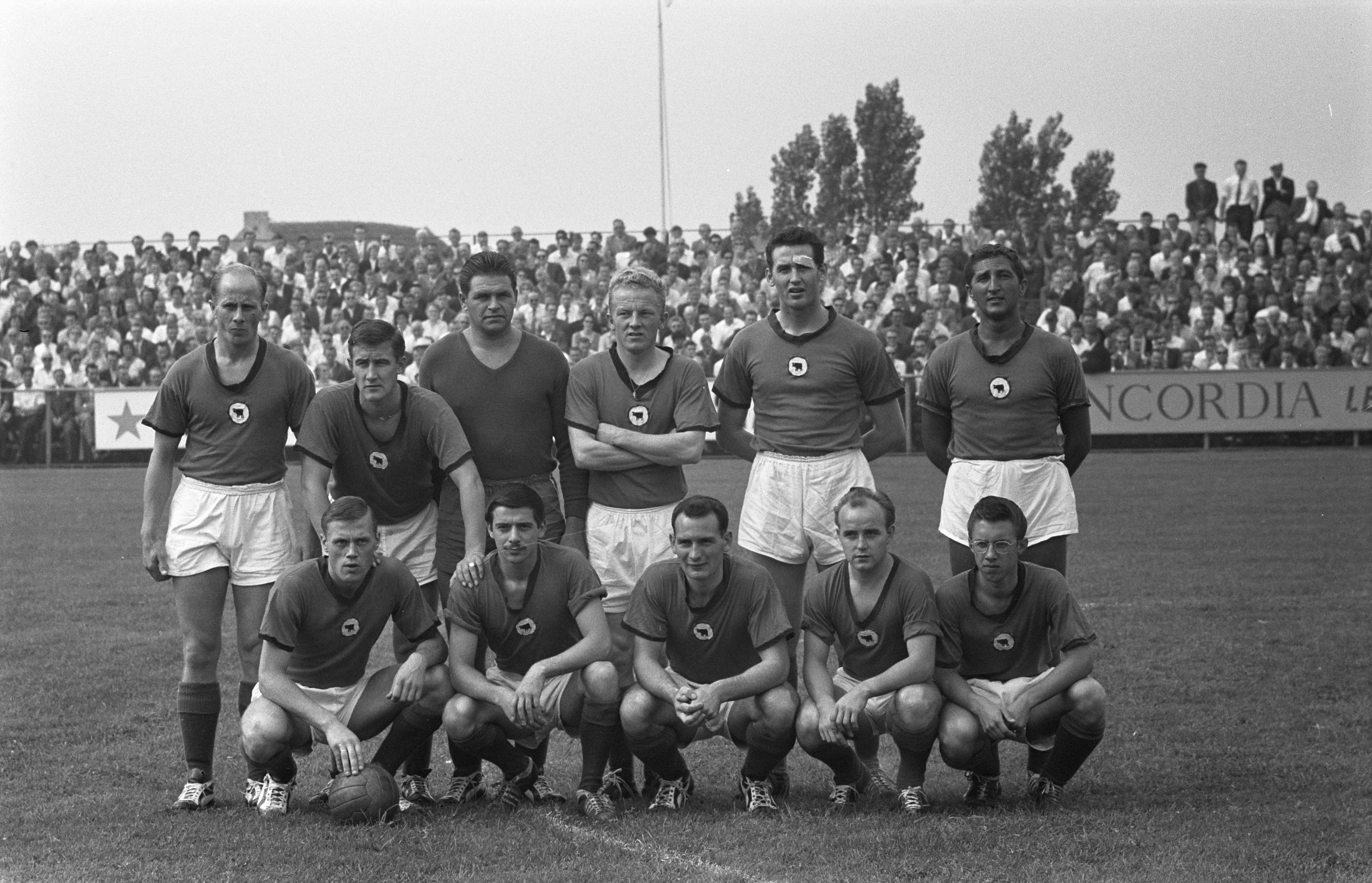
Time do DWS antes do jogo contra o FC Volendam, em agosto de 1959.

O DWS foi fundado em 11 de outubro de 1907.
Foi campeão da Eredivisie na temporada 1963–64, 10 anos depois de ingressar no futebol profissional e um após ser promovido da Eerste Divisie, feito que não voltaria a se repetir desde então. Jogou a primeira divisão nacional até 1972–73.
Vários jogadores que defenderam a Seleção Neerlandesa iniciaram suas carreiras no DWS, entre eles Ruud Gullit, Rinus Israël, Frank Rijkaard, Jan Jongbloed, Evander Sno, Piet Schrijvers e Rob Rensenbrink

## Títulos
- Eredivisie: 1963–64